# Зельвенський район
Зе́львенський райо́н (біл. Зэльвенскі раён) — адміністративна одиниця Білорусі, Гродненська область.
| Білорусь | Це незавершена стаття з географії Білорусі. Ви можете допомогти проєкту, виправивши або дописавши її. |